# Danh sách đơn vị hành chính Việt Nam khu vực Tây Bắc Bộ
Các đơn vị hành chính của Việt Nam thuộc các tỉnh khu vực Tây Bắc Bộ thuộc địa bàn các tỉnh  Hòa Bình, Sơn La, Điện Biên, Lai Châu, Lào Cai và  Yên Bái), bao gồm:

## Thống kê
| STT | Tên tỉnh  | Phường | Thị trấn | Xã  | Tổng |
| --- | --------- | ------ | -------- | --- | ---- |
| 1   | Điện Biên | 9      | 5        | 115 | 129  |
| 2   | Hòa Bình  | 12     | 10       | 129 | 151  |
| 3   | Lai Châu  | 5      | 7        | 94  | 106  |
| 4   | Lào Cai   | 16     | 9        | 127 | 152  |
| 5   | Sơn La    | 7      | 9        | 188 | 204  |
| 6   | Yên Bái   | 13     | 10       | 150 | 173  |